# Kassita
La kassita és un mineral de la classe dels òxids. Va ser anomenada en honor de Nikolai Grigor’evich Kassin (1885–1949), el geòleg que va descobrir el massís d'Afrikanda, on es troba la localitat tipus d'aquest mineral.

## Característiques
La kassita és un òxid de fórmula química CaTi₂O₄(OH)₂. Cristal·litza en el sistema ortoròmbic en forma de cristalls de sis costats, aplanats en {010}, i com a rosetes escatades de cristalls, de fins a 0.5 mm, i esfèrules més petites. La seva duresa a l'escala de Mohs és 5.
Segons la classificació de Nickel-Strunz, la kassita pertany a «04.DH: Òxids amb proporció Metall:Oxigen = 1:2 i similars, amb cations grans (+- mida mitjana); plans que comparteixen costats d'octàedres» juntament amb els següents minerals: brannerita, ortobrannerita, torutita, lucasita-(Ce), bariomicrolita, bariopiroclor, betafita, bismutomicrolita, calciobetafita, ceriopiroclor, cesstibtantita, jixianita, hidropiroclor, natrobistantita, plumbopiroclor, plumbomicrolita, plumbobetafita, estibiomicrolita, estronciopiroclor, estanomicrolita, estibiobetafita, uranpiroclor, itrobetafita, itropiroclor, fluornatromicrolita, bismutopiroclor, hidrokenoelsmoreïta, bismutostibiconita, oxiplumboromeïta, monimolita, cuproromeïta, stetefeldtita, estibiconita, rosiaïta, zirconolita, liandratita, petscheckita, ingersonita i pittongita.

## Formació i jaciments
La kassita va ser descoberta al massís Afrikanda, situat a la Península de Kola Óblast de Múrmansk, Rússia) en el revestiment de cavitats miarolítiques en pegmatites alcalines. També ha estat descrita a tres llocs dels Estats Units; la pedrera Val di Serra, a Pilcante (Trentino - Alto Adige, Itàlia); Perkupa (Borsod-Abaúj-Zemplén, Hongria); altres indrets de Rússia i Wugang (Henan, República Popular de la Xina).
Sol trobar-se associada a altres minerals com: cafetita, perovskita, titanita, rútil, ilmenita i titanita.